# Frutiger (police de caractères)
Frutiger est une police de caractères linéale créée par Adrian Frutiger. Elle est publiée par Stempel et Linotype GmbH en 1976.

## Histoire

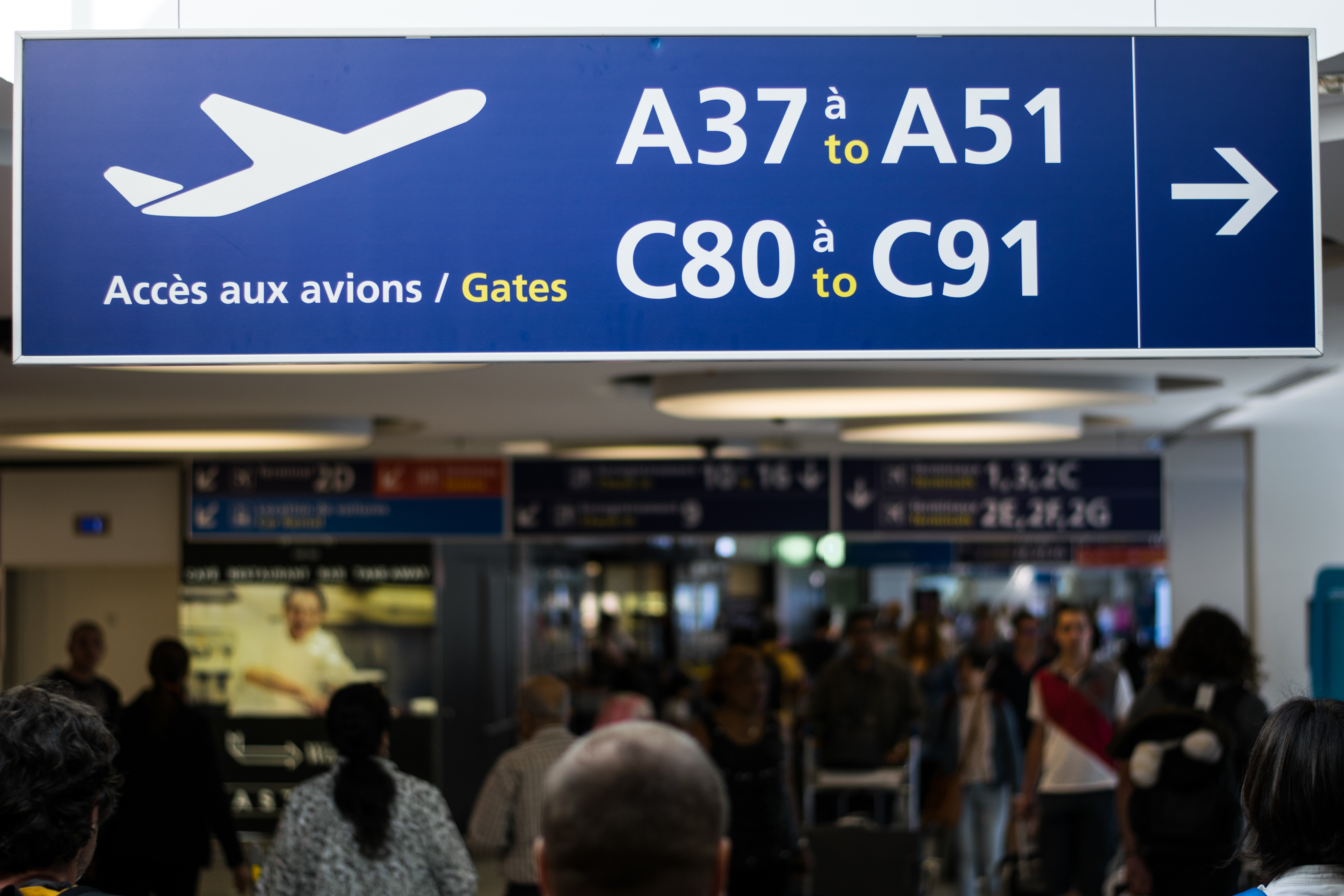
La signalétique de l’aéroport de Paris-Charles-de-Gaulle est composée en Roissy.

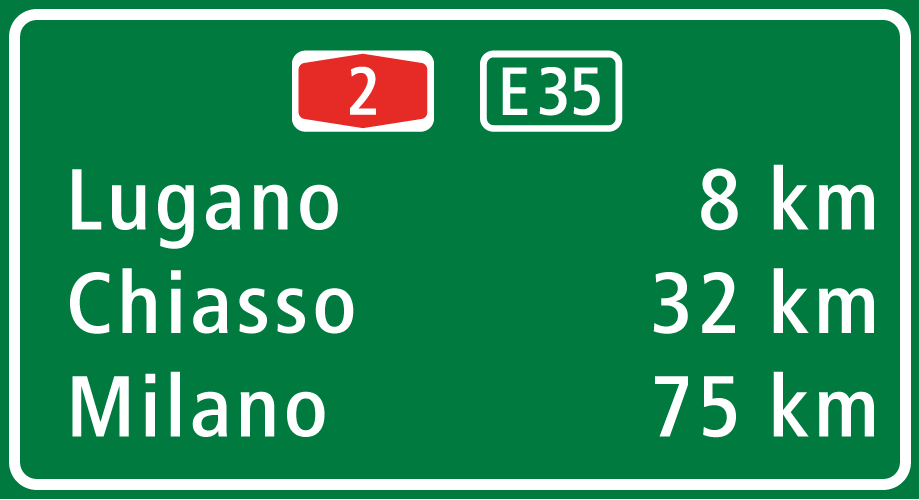
Panneau de signalisation suisse près de Lugano utilisant Frutiger.

Les premiers caractères de Frutiger ressemblant à cette police sont dessinés par Adrian Frutiger et André Gürtler sous le nom Concorde en 1959 pour Sofratype.
En 1968, une nouvelle police est commandée pour la signalisation de l’aéroport de Paris-Charles-de-Gaulle, Frutiger basera son dessin sur celui de Concorde, retravaillant les formes et les proportions, cette police, appelée Roissy, sera utilisée dans l’aéroport à partir de 1975.
En 1974, le caractère d’imprimerie dérivé de Roissy est entamé par Adrian Frutiger. Hans-Jürg Hunziker complète et finit la nouvelle police, appelée Frutiger, elle sera publiée en 1976.
En 1997 une version modifiée de Frutiger est développée à l’Alte Pinakothek de Munich. Appelée Frutiger Next et vendue à partir de 2000 par Linotype, elle change plusieurs détails et ajoute des italiques cursives.
En 2009, une nouvelle famille dérivée est publiée, Neue Frutiger, conçue par Adrian Frutiger et Akira Kobayashi, elle compte 20 fontes en 10 graisses avec des italiques obliques, couvrant les jeux de caractères ISO Adobe, Adobe CE, et avec des fonctionnalités OpenType comme les exposants ou les indices.
En 2013, une version de Neue Frutiger conforme à la norme DIN 1450 est publiée.

## Sources
- Heidrun Osterer (dir.) et Philipp Stamm (dir.), Adrian Frutiger, caractères : L’œuvre complète, Walter de Gruyter, 2009, 460 p. (ISBN 978-3-0346-0993-7, lire en ligne).
- (en) « Neue Frutiger 1450: one of the first fonts to conform to the new German standard on legibility of texts », sur linotype.com, site de Linotype, 2013.
- (en) Jürgen Siebert, « Adrian Frutiger 1928-2015 », sur fontshop.com, 15 septembre 2015 (version du 17 octobre 2016 sur Internet Archive).